# アントン・フィルツ
アントン・フィルツ（Anton Filtz, 1733年9月22日（受洗） - 1760年3月14日（埋葬））は、ドイツの作曲家。

## 生涯
フィルツはアイヒシュテットに生まれた。フィルツは長らくボヘミアの生まれであるとされてきたが、1756年にフリードリヒ・ヴィルヘルム・マルプルクは「バイエルン出身」と記しており、1960年代になって彼の正しい出生地が明らかにされた。
フィルツはインゴルシュタット大学で法学と神学を学び、1754年にチェリストとしてマンハイム楽派の一員となった。当時のマンハイム宮廷管弦楽団はヨハン・シュターミッツが率いており、ヨーロッパ随一の演奏家集団へと成長を遂げていた。同時代の音楽家はフィルツを高く評価しており、中でもクリスティアン・シューバルトは彼を「これまでに存在した最高の交響曲作曲家」であると絶賛している。1757年にエリザベート・ランゲ（Elizabeth Range）と結婚したフィルツは、1759年に新居を購入している。
フィルツはマンハイムに没した。彼はわずか26歳でこの世を去ったにもかかわらず、膨大な数の作品を遺した。少なくとも34曲の交響曲があり、主にチェロやフルートを独奏楽器に据えた協奏曲が約30曲ある。しかしながら、現存するのはそのうち約半数のみである。